# Rolex Sport Car Series 2011
La stagione 2011 della Rolex Sports Car Series è stata la dodicesima stagione della Grand Am. Continental AG è il fornitore ufficiale di pneumatici per la Grand-Am di questa stagione. L'azienda ha acquistato i diritti sul nome della serie di supporto, la Grand Am Cup Series, da Koni nel 2010.
La stagione è iniziata con la Rolex 24 a Daytona il 29 gennaio ed è terminata con Gears EMCO Classic sul Circuito di Mid-Ohio il 17 settembre.

## Calendario
Il calendario ufficiale è stato pubblicato 18 ottobre 2010, ed era composto da dodici gare. Road America torna in calendario dopo un'assenza nove anni, mentre Laguna Seca torna dopo la sua assenza dal programma nel 2010. La seconda gara a Daytona e Miller Motorsports Park non ritornano.
| Rnd | Gara                                 | Durata                       | Circuito                       | Località                | Data          |
| --- | ------------------------------------ | ---------------------------- | ------------------------------ | ----------------------- | ------------- |
| 1   | Rolex 24 At Daytona                  | 24 ore                       | Daytona International Speedway | Daytona Beach (Florida) | 27–30 gennaio |
| 2   | Grand Prix of Miami                  | 2 ore 45 minuti              | Homestead-Miami Speedway       | Homestead (Florida)     | 5 marzo       |
| 3   | Porsche 250                          | 2 ore 45 minuti              | Barber Motorsports Park        | Birmingham (Alabama)    | 9 aprile      |
| 4   | Bosch Engineering 250                | 250 miglia o 3 ore           | Virginia International Raceway | Danville (Virginia)     | 14 maggio     |
| 5   | Memorial Day Classic                 | 2 ore 45 minuti              | Lime Rock Park                 | Lime Rock, Connecticut  | 30 maggio     |
| 6   | Sahlen's Six Hours of The Glen       | 6 ore                        | Watkins Glen International     | Watkins Glen, New York  | 4 giugno      |
| 7   | Road America                         | 2 ore 30 minuti              | Road America                   | Elkhart Lake, Wisconsin | 25 giugno     |
| 8   | Continental Tire Sports Car Festival | 2 ore 45 minuti              | Mazda Raceway Laguna Seca      | Monterey, California    | 9 luglio      |
| 9   | American Red Cross 250               | 2 ore 45 minuti              | New Jersey Motorsports Park    | Millville, New Jersey   | 24 luglio     |
| 10  | Canadian Tire 200                    | 2 ore o 200 miglia           | Watkins Glen corto             | Watkins Glen, New York  | 13 agosto     |
| 11  | Montréal 200                         | 2 ore 30 minuti o 200 miglia | Circuit Gilles Villeneuve      | Montréal, Québec        | 20 agosto     |
| 12  | EMCO Gears Classic                   | 3 ore                        | Mid-Ohio Sports Car Course     | Lexington, Ohio         | 17 settembre  |

## Piloti e team
Will Turner ha annunciato che schiererà due BMW M3 nella Rolex Sports Car Series per il 2011.
Memo Gidley si unisce al Team Sahlen per la stagione 2011.
Spirit of Daytona Racing ha annunciato l'11 ottobre 2010, il passaggio ad una motorizzazione Chevrolet. SunTrust Racing ha annunciato il 6 ottobre che sarebbe tornato al propulsore Chevrolet dopo due anni di utilizzo di un propulsore Ford.
Il 12 ottobre 2010 è stato annunciato che Brumos Racing schiererà una Porsche 911 GT3 per il 2011 un ritorno della squadra. I piloti sono Leh Keen e Andrew Davis.
Il 13 ottobre 2010 è stato annunciato che Blackforest Motorsports sarebbe tornato nella serie, mettendo in pista una Ford Mustang.
Il 22 ottobre 2010 è stato annunciato che Bull Racing sarebbe iscritto con due Lamborghini Gallardo nella classe GT.

## Risultati
| Rnd | Circuito           | Pole Position                                                   | Giro Veloce                                                     | Vincitore                                                                |
| --- | ------------------ | --------------------------------------------------------------- | --------------------------------------------------------------- | ------------------------------------------------------------------------ |
| 1   | Daytona            | numero 45 Flying Lizard Motorsports                             | numero 45 Flying Lizard Motorsports                             | #01 Chip Ganassi Racing with Felix Sabates                               |
| 1   | Daytona            | Jörg Bergmeister Patrick Long Seth Neiman Johannes van Overbeek | Jörg Bergmeister Patrick Long Seth Neiman Johannes van Overbeek | Scott Pruett Memo Rojas Joey Hand Graham Rahal                           |
| 1   | Daytona            | numero 66 The Racer's Group                                     | numero 44 Magnus Racing                                         | numero 67 The Racer's Group                                              |
| 1   | Daytona            | Dominik Farnbacher Tim George, Jr. Ben Keating Lucas Luhr       | Marco Holzer Richard Lietz John Potter Craig Stanton            | Andy Lally Steven Bertheau Brendan Gaughan Wolf Henzler Spencer Pumpelly |
| 2   | Homestead          | numero 99 GAINSCO/Bob Stallings Racing                          | numero 9 Action Express Racing                                  | #01 Chip Ganassi Racing with Felix Sabates                               |
| 2   | Homestead          | Jon Fogarty Alex Gurney                                         | João Barbosa Terry Borcheller                                   | Scott Pruett Memo Rojas                                                  |
| 2   | Homestead          | numero 57 Stevenson Motorsport                                  | numero 57 Stevenson Motorsport                                  | numero 94 Turner Motorsport                                              |
| 2   | Homestead          | Jan Magnussen Robin Liddell                                     | Jan Magnussen Robin Liddell                                     | Bill Auberlen Paul Dalla Lana                                            |
| 3   | Barber             | numero 90 Spirit of Daytona Racing                              | numero 10 SunTrust Racing                                       | #01 Chip Ganassi Racing with Felix Sabates                               |
| 3   | Barber             | Antonio García Paul Edwards                                     | Max Angelelli Ricky Taylor                                      | Scott Pruett Memo Rojas                                                  |
| 3   | Barber             | numero 41 Dempsey Racing                                        | numero 94 Turner Motorsport                                     | numero 94 Turner Motorsport                                              |
| 3   | Barber             | Dane Cameron James Gue                                          | Bill Auberlen Paul Dalla Lana                                   | Bill Auberlen Paul Dalla Lana                                            |
| 4   | Virginia           | numero 90 Spirit of Daytona Racing                              | numero 9 Action Express Racing                                  | numero 9 Action Express Racing                                           |
| 4   | Virginia           | Paul Edwards Antonio García                                     | João Barbosa Terry Borcheller J. C. France                      | João Barbosa Terry Borcheller J. C. France                               |
| 4   | Virginia           | numero 57 Stevenson Motorsport                                  | numero 88 Autohaus Motorsports                                  | numero 88 Autohaus Motorsports                                           |
| 4   | Virginia           | Jan Magnussen Robin Liddell                                     | Jordan Taylor Bill Lester                                       | Jordan Taylor Bill Lester                                                |
| 5   | Lime Rock          | numero 10 SunTrust Racing                                       | #01 Chip Ganassi Racing with Felix Sabates                      | numero 10 SunTrust Racing                                                |
| 5   | Lime Rock          | Ricky Taylor Max Angelelli                                      | Scott Pruett Memo Rojas                                         | Max Angelelli Ricky Taylor                                               |
| 5   | Lime Rock          | numero 57 Stevenson Motorsport                                  | numero 57 Stevenson Motorsport                                  | numero 57 Stevenson Motorsport                                           |
| 5   | Lime Rock          | Robin Liddell Jan Magnussen                                     | Jan Magnussen Robin Liddell                                     | Robin Liddell Jan Magnussen                                              |
| 6   | Watkins Glen Lungo | numero 10 SunTrust Racing                                       | numero 10 SunTrust Racing                                       | numero 10 SunTrust Racing                                                |
| 6   | Watkins Glen Lungo | Ricky Taylor Max Angelelli                                      | Ricky Taylor Max Angelelli                                      | Max Angelelli Ricky Taylor                                               |
| 6   | Watkins Glen Lungo | numero 88 Autohaus Motorsports                                  | #07 Banner Racing                                               | numero 59 Brumos Racing                                                  |
| 6   | Watkins Glen Lungo | Jordan Taylor Bill Lester Tommy Milner                          | Oliver Gavin Gunter Schaldach Mike Skeen                        | Andrew Davis Leh Keen                                                    |
| 7   | Road America       | numero 10 SunTrust Racing                                       | #01 Chip Ganassi Racing with Felix Sabates                      | #01 Chip Ganassi Racing with Felix Sabates                               |
| 7   | Road America       | Ricky Taylor Max Angelelli                                      | Scott Pruett Memo Rojas                                         | Scott Pruett Memo Rojas                                                  |
| 7   | Road America       | numero 42 Team Sahlen                                           | numero 42 Team Sahlen                                           | numero 31 Marsh Racing                                                   |
| 7   | Road America       | Wayne Nonnamaker John Edwards                                   | John Edwards Wayne Nonnamaker                                   | Eric Curran John Heinricy                                                |
| 8   | Laguna Seca        | numero 10 SunTrust Racing                                       | numero 99 GAINSCO/Bob Stallings Racing                          | numero 99 GAINSCO/Bob Stallings Racing                                   |
| 8   | Laguna Seca        | Ricky Taylor Max Angelelli                                      | Jon Fogarty Alex Gurney                                         | Jon Fogarty Alex Gurney                                                  |
| 8   | Laguna Seca        | numero 59 Brumos Racing                                         | numero 59 Brumos Racing                                         | numero 59 Brumos Racing                                                  |
| 8   | Laguna Seca        | Andrew Davis Leh Keen                                           | Andrew Davis Leh Keen                                           | Andrew Davis Leh Keen                                                    |
| 9   | New Jersey         | numero 10 SunTrust Racing                                       | numero 99 GAINSCO/Bob Stallings Racing                          | #01 Chip Ganassi Racing with Felix Sabates                               |
| 9   | New Jersey         | Ricky Taylor Max Angelelli                                      | Jon Fogarty Alex Gurney                                         | Scott Pruett Memo Rojas                                                  |
| 9   | New Jersey         | numero 42 Team Sahlen                                           | numero 70 SpeedSource                                           | numero 70 SpeedSource                                                    |
| 9   | New Jersey         | Wayne Nonnamaker John Edwards                                   | Jonathan Bomarito Sylvain Tremblay                              | Jonathan Bomarito Sylvain Tremblay                                       |
| 10  | Watkins Glen corto | numero 10 SunTrust Racing                                       | #01 Chip Ganassi Racing with Felix Sabates                      | numero 10 SunTrust Racing                                                |
| 10  | Watkins Glen corto | Ricky Taylor Max Angelelli                                      | Scott Pruett Memo Rojas                                         | Max Angelelli Ricky Taylor                                               |
| 10  | Watkins Glen corto | numero 57 Stevenson Motorsport                                  | numero 88 Autohaus Motorsports                                  | numero 67 The Racer's Group                                              |
| 10  | Watkins Glen corto | Robin Liddell Jan Magnussen                                     | Jordan Taylor Bill Lester                                       | Spencer Pumpelly Steven Bertheau                                         |
| 11  | Montreal           | numero 99 GAINSCO/Bob Stallings Racing                          | numero 99 GAINSCO/Bob Stallings Racing                          | numero 99 GAINSCO/Bob Stallings Racing                                   |
| 11  | Montreal           | Jon Fogarty Alex Gurney                                         | Jon Fogarty Alex Gurney                                         | Jon Fogarty Alex Gurney                                                  |
| 11  | Montreal           | numero 31 Marsh Racing                                          | numero 94 Turner Motorsport                                     | numero 57 Stevenson Motorsport                                           |
| 11  | Montreal           | Boris Said Owen Kelly                                           | Billy Johnson Paul Dalla Lana                                   | Robin Liddell Ronnie Bremer                                              |
| 12  | Mid-Ohio           | numero 99 GAINSCO/Bob Stallings Racing                          | numero 10 SunTrust Racing                                       | numero 8 Starworks Motorsport                                            |
| 12  | Mid-Ohio           | Jon Fogarty Alex Gurney                                         | Ricky Taylor Max Angelelli                                      | Ryan Dalziel Enzo Potolicchio                                            |
| 12  | Mid-Ohio           | numero 57 Stevenson Motorsport                                  | numero 42 Team Sahlen                                           | numero 57 Stevenson Motorsport                                           |
| 12  | Mid-Ohio           | Ronnie Bremer Robin Liddell                                     | John Edwards Wayne Nonnamaker                                   | Ronnie Bremer Robin Liddell                                              |

## Classifiche finali

### Daytona Prototype

#### Piloti
| Pos | Pilota          | R24 | HOM | BIR | VIR | LIM | S6H | ELK | LAG | NJ | WAT | MON | LEX | Points |
| --- | --------------- | --- | --- | --- | --- | --- | --- | --- | --- | -- | --- | --- | --- | ------ |
| 1   | Scott Pruett    | 1   | 1   | 1   | 2   | 7   | 2   | 1   | 2   | 1  | 2   | 5   | 2   | 385    |
| 1   | Memo Rojas      | 1   | 1   | 1   | 2   | 7   | 2   | 1   | 2   | 1  | 2   | 5   | 2   | 385    |
| 2   | Max Angelelli   | 5   | 3   | 11  | 4   | 1   | 1   | 3   | 3   | 2  | 1   | 2   | 11  | 353    |
| 2   | Ricky Taylor    | 5   | 3   | 11  | 4   | 1   | 1   | 3   | 3   | 2  | 1   | 2   | 11  | 353    |
| 3   | Darren Law      | 9   | 2   | 5   | 3   | 5   | 5   | 6   | 6   | 6  | 6   | 3   | 5   | 318    |
| 3   | David Donohue   | 9   | 2   | 5   | 3   | 5   | 5   | 6   | 6   | 6  | 6   | 3   | 5   | 318    |
| 4   | Alex Gurney     | 12  | 8   | 2   | 10  | 4   | 3   | 2   | 1   | 3  | 12† | 1   | 3   | 315    |
| 4   | Jon Fogarty     | 12  | 8   | 2   | 10  | 4   | 3   | 2   | 1   | 3  | 12† | 1   | 3   | 315    |
| 5   | João Barbosa    | 3   | 5   | 7   | 1   | 6   | 7   | 7   | 8   | 5  | 7   | 6   | 4   | 314    |
| 5   | J. C. France    | 3   | 5   | 7   | 1   | 6   | 7   | 7   | 8   | 5  | 7   | 6   | 4   | 314    |
| 6   | Oswaldo Negri   | 10  | 9   | 6   | 6   | 2   | 4   | 5   | 5   | 8  | 5   | 9   | 8   | 299    |
| 6   | John Pew        | 10  | 9   | 6   | 6   | 2   | 4   | 5   | 5   | 8  | 5   | 9   | 8   | 299    |
| 7   | Antonio García  | 14  | 11  | 9   | 8   | 9   | 8   | 10  | 10  | 7  | 10  | 4   | 10  | 263    |
| 7   | Paul Edwards    | 14  | 11  | 9   | 8   | 9   | 8   | 10  | 10  | 7  | 10  | 4   | 10  | 263    |
| 8   | Brian Frisselle | 17  | 13  | 10  | 5   | 8   | 6   | 9   | 9   | 9  | 8   | 8   | 9   | 263    |
| 9   | Burt Frisselle  | 9   | 4   | 4   | 9   |     | 5   | 11  |     | 9  | 4   | 7   | 9   | 242    |
| 10  | Henri Richard   | 17  | 13  | 10  | 5   | 8   | 6   | 9   | 9   | 9  | 8   | 8   |     | 241    |

| Colore  | Risultato             |
| ------- | --------------------- |
| Oro     | Vincitore             |
| Argento | 2º posto              |
| Bronzo  | 3º posto              |
| Verde   | Finito a punti        |
| Blu     | Finito senza punti    |
| Viola   | Ritirato (Rit)        |
| Viola   | Non classificato (NC) |
| Rosso   | Non qualificato (NQ)  |
| Nero    | Squalificato (SQ)     |
| Bianco  | Non partito (NP)      |
| Bianco  | Non ha gareggiato     |
| Bianco  | Infortunato (INF)     |
| Bianco  | Escluso (ES)          |
| Bianco  | Gara cancellata (C)   |

#### Telaio
| \| Pos \| Telaio \| R24 \| HOM \| BIR \| VIR \| LIM \| S6H \| ELK \| LAG \| NJ \| WAT \| MON \| LEX \| Punti \| \| --- \| ------- \| --- \| --- \| --- \| --- \| --- \| --- \| --- \| --- \| -- \| --- \| --- \| --- \| ----- \| \| 1 \| Riley \| 1 \| 1 \| 1 \| 1 \| 2 \| 2 \| 1 \| 1 \| 1 \| 2 \| 1 \| 1 \| 411 \| \| 2 \| Dallara \| 5 \| 3 \| 10 \| 4 \| 1 \| 1 \| 3 \| 3 \| 2 \| 1 \| 2 \| 9 \| 356 \| \| 3 \| Coyote \| 14 \| 11 \| 9 \| 8 \| 9 \| 8 \| 10 \| 10 \| 7 \| 10 \| 4 \| 10 \| 263 \| \| 4 \| Lola \| 6 \| \| \| \| \| \| \| \| \| \| \| \| 25 \| \| Pos \| Telaio \| R24 \| HOM \| BIR \| VIR \| LIM \| S6H \| ELK \| LAG \| NJ \| WAT \| MON \| LEX \| Punti \| |         |     |     |     |     |     |     |     |     |    |     |     |     |       |
| Pos | Telaio  | R24 | HOM | BIR | VIR | LIM | S6H | ELK | LAG | NJ | WAT | MON | LEX | Punti |
| 1 | Riley   | 1   | 1   | 1   | 1   | 2   | 2   | 1   | 1   | 1  | 2   | 1   | 1   | 411   |
| 2 | Dallara | 5   | 3   | 10  | 4   | 1   | 1   | 3   | 3   | 2  | 1   | 2   | 9   | 356   |
| 3 | Coyote  | 14  | 11  | 9   | 8   | 9   | 8   | 10  | 10  | 7  | 10  | 4   | 10  | 263   |
| 4 | Lola    | 6   |     |     |     |     |     |     |     |    |     |     |     | 25    |
| Pos | Telaio  | R24 | HOM | BIR | VIR | LIM | S6H | ELK | LAG | NJ | WAT | MON | LEX | Punti |

#### Motori
| \| Pos \| Motore \| R24 \| HOM \| BIR \| VIR \| LIM \| S6H \| ELK \| LAG \| NJ \| WAT \| MON \| LEX \| Punti \| \| --- \| --------- \| --- \| --- \| --- \| --- \| --- \| --- \| --- \| --- \| -- \| --- \| --- \| --- \| ----- \| \| 1 \| BMW \| 1 \| 1 \| 1 \| 2 \| 7 \| 2 \| 1 \| 2 \| 1 \| 2 \| 5 \| 2 \| 385 \| \| 2 \| Chevrolet \| 5 \| 3 \| 2 \| 4 \| 1 \| 1 \| 2 \| 1 \| 2 \| 1 \| 1 \| 3 \| 385 \| \| 3 \| Ford \| 4 \| 6 \| 3 \| 5 \| 2 \| 4 \| 4 \| 4 \| 4 \| 3 \| 8 \| 1 \| 341 \| \| 4 \| Porsche \| 3 \| 2 \| 5 \| 1 \| 5 \| 5 \| 6 \| 6 \| 5 \| 6 \| 3 \| 4 \| 334 \| \| Pos \| Motore \| R24 \| HOM \| BIR \| VIR \| LIM \| S6H \| ELK \| LAG \| NJ \| WAT \| MON \| LEX \| Punti \| |           |     |     |     |     |     |     |     |     |    |     |     |     |       |
| Pos | Motore    | R24 | HOM | BIR | VIR | LIM | S6H | ELK | LAG | NJ | WAT | MON | LEX | Punti |
| 1 | BMW       | 1   | 1   | 1   | 2   | 7   | 2   | 1   | 2   | 1  | 2   | 5   | 2   | 385   |
| 2 | Chevrolet | 5   | 3   | 2   | 4   | 1   | 1   | 2   | 1   | 2  | 1   | 1   | 3   | 385   |
| 3 | Ford      | 4   | 6   | 3   | 5   | 2   | 4   | 4   | 4   | 4  | 3   | 8   | 1   | 341   |
| 4 | Porsche   | 3   | 2   | 5   | 1   | 5   | 5   | 6   | 6   | 5  | 6   | 3   | 4   | 334   |
| Pos | Motore    | R24 | HOM | BIR | VIR | LIM | S6H | ELK | LAG | NJ | WAT | MON | LEX | Punti |

### Gran Turismo

#### Pioti
| Pos | Pilota            | R24 | HOM | BIR | VIR | LIM | S6H | ELK | LAG | NJ | WAT | MON | LEX | Punti |
| --- | ----------------- | --- | --- | --- | --- | --- | --- | --- | --- | -- | --- | --- | --- | ----- |
| 1   | Andrew Davis      | 5   | 7   | 10  | 5   | 3   | 1   | 6   | 1   | 12 | 7   | 5   | 4   | 319   |
| 1   | Leh Keen          | 5   | 7   | 10  | 5   | 3   | 1   | 6   | 1   | 12 | 7   | 5   | 4   | 319   |
| 2   | Jordan Taylor     | 14  | 6   | 7   | 1   | 2   | 2   | 5   | 10  | 4  | 2   | 9   | 8   | 317   |
| 2   | Bill Lester       | 14  | 6   | 7   | 1   | 2   | 2   | 5   | 10  | 4  | 2   | 9   | 8   | 317   |
| 3   | Jonathan Bomarito | 6   | 4   | 3   | 14  | 12  | 10  | 7   | 3   | 1  | 4   | 2   | 5   | 315   |
| 3   | Sylvain Tremblay  | 6   | 4   | 3   | 14  | 12  | 10  | 7   | 3   | 1  | 4   | 2   | 5   | 315   |
| 4   | Dane Cameron      | 10  | 5   | 6   | 4   | 4   | 8   | 13  | 9   | 3  | 6   | 3   | 3   | 306   |
| 4   | James Gue         | 10  | 5   | 6   | 4   | 4   | 8   | 13  | 9   | 3  | 6   | 3   | 3   | 306   |
| 5   | Emil Assentato    | 27  | 2   | 4   | 8   | 10  | 3   | 10  | 2   | 6  | 10  | 10  | 2   | 302   |
| 5   | Jeff Segal        | 27  | 2   | 4   | 8   | 10  | 3   | 10  | 2   | 6  | 10  | 10  | 2   | 302   |
| 6   | Craig Stanton     | 4   | 3   | 5   | 15  | 9   | 5   | 4   | 7   | 8  | 3   | 7   | 7   | 301   |
| 6   | John Potter       | 4   | 3   | 5   | 15  | 9   | 5   | 4   | 7   | 8  | 3   | 7   | 7   | 301   |
| 7   | Paul Dalla Lana   | 17  | 1   | 1   | 3   | 6   | 11  | 8   | 8   | 13 | 5   | 4   | 16  | 294   |
| 8   | Wayne Nonnamaker  | 7   | 9   | 11  | 9   | 7   | 7   | 2   | 14  | 2  | 8   | 6   | 6   | 290   |
| 9   | Robin Liddell     | 12  | 16  | 9   | 7   | 1   | 15  | 12  | 4   | 5  | 20  | 1   | 1   | 285   |
| 10  | Gunter Schaldach  | 23  | 8   | 2   | 2   | 8   | 4   | 16† | 6   | 7  | 9   | 8   | 9   | 270   |

| Colore  | Risultato             |
| ------- | --------------------- |
| Oro     | Vincitore             |
| Argento | 2º posto              |
| Bronzo  | 3º posto              |
| Verde   | Finito a punti        |
| Blu     | Finito senza punti    |
| Viola   | Ritirato (Rit)        |
| Viola   | Non classificato (NC) |
| Rosso   | Non qualificato (NQ)  |
| Nero    | Squalificato (SQ)     |
| Bianco  | Non partito (NP)      |
| Bianco  | Non ha gareggiato     |
| Bianco  | Infortunato (INF)     |
| Bianco  | Escluso (ES)          |
| Bianco  | Gara cancellata (C)   |

#### Motori
| \| Pos \| Motore \| R24 \| HOM \| BIR \| VIR \| LIM \| S6H \| ELK \| LAG \| NJ \| WAT \| MON \| LEX \| Punti \| \| --- \| --------- \| --- \| --- \| --- \| --- \| --- \| --- \| --- \| --- \| -- \| --- \| --- \| --- \| ----- \| \| 1 \| Chevrolet \| 12 \| 6 \| 2 \| 1 \| 1 \| 2 \| 1 \| 4 \| 4 \| 2 \| 1 \| 1 \| 371 \| \| 2 \| Mazda \| 3 \| 2 \| 3 \| 4 \| 4 \| 3 \| 2 \| 2 \| 1 \| 4 \| 2 \| 2 \| 369 \| \| 3 \| Porsche \| 1 \| 3 \| 5 \| 5 \| 3 \| 1 \| 3 \| 1 \| 8 \| 1 \| 5 \| 4 \| 359 \| \| 4 \| BMW \| 17 \| 1 \| 1 \| 3 \| 6 \| 11 \| 8 \| 8 \| 10 \| 5 \| 4 \| 15 \| 296 \| \| 5 \| Ford \| \| 19 \| \| \| \| 13 \| \| \| \| 12 \| \| \| 49 \| \| 6 \| Ferrari \| 15 \| \| \| \| \| \| \| \| \| \| \| \| 16 \| \| Pos \| Motore \| R24 \| HOM \| BIR \| VIR \| LIM \| S6H \| ELK \| LAG \| NJ \| WAT \| MON \| LEX \| Punti \| |           |     |     |     |     |     |     |     |     |    |     |     |     |       |
| Pos | Motore    | R24 | HOM | BIR | VIR | LIM | S6H | ELK | LAG | NJ | WAT | MON | LEX | Punti |
| 1 | Chevrolet | 12  | 6   | 2   | 1   | 1   | 2   | 1   | 4   | 4  | 2   | 1   | 1   | 371   |
| 2 | Mazda     | 3   | 2   | 3   | 4   | 4   | 3   | 2   | 2   | 1  | 4   | 2   | 2   | 369   |
| 3 | Porsche   | 1   | 3   | 5   | 5   | 3   | 1   | 3   | 1   | 8  | 1   | 5   | 4   | 359   |
| 4 | BMW       | 17  | 1   | 1   | 3   | 6   | 11  | 8   | 8   | 10 | 5   | 4   | 15  | 296   |
| 5 | Ford      |     | 19  |     |     |     | 13  |     |     |    | 12  |     |     | 49    |
| 6 | Ferrari   | 15  |     |     |     |     |     |     |     |    |     |     |     | 16    |
| Pos | Motore    | R24 | HOM | BIR | VIR | LIM | S6H | ELK | LAG | NJ | WAT | MON | LEX | Punti |